# Besanosaurus leptorhynchus
Besanosaurus (il cui nome significa "lucertola di Besano") è un genere estinto di ittiosauro primitivo vissuto nel Triassico medio, 247.2-235.0 milioni di anni fa (Anisico-Ladinico), in quello che oggi è Besano in Lombardia, Italia. Il genere contiene una singola specie, B. leptorhynchus, il cui nome completo significa "lucertola di Besano dal becco sottile". Questo rettile marino fa parte della famiglia Besanosauridae ed è stato nominato da Dal Sasso & Pinna, nel 1996. Si tratta di uno dei fossili più rappresentativi del famoso giacimento di Besano/Monte San Giorgio.

## Descrizione

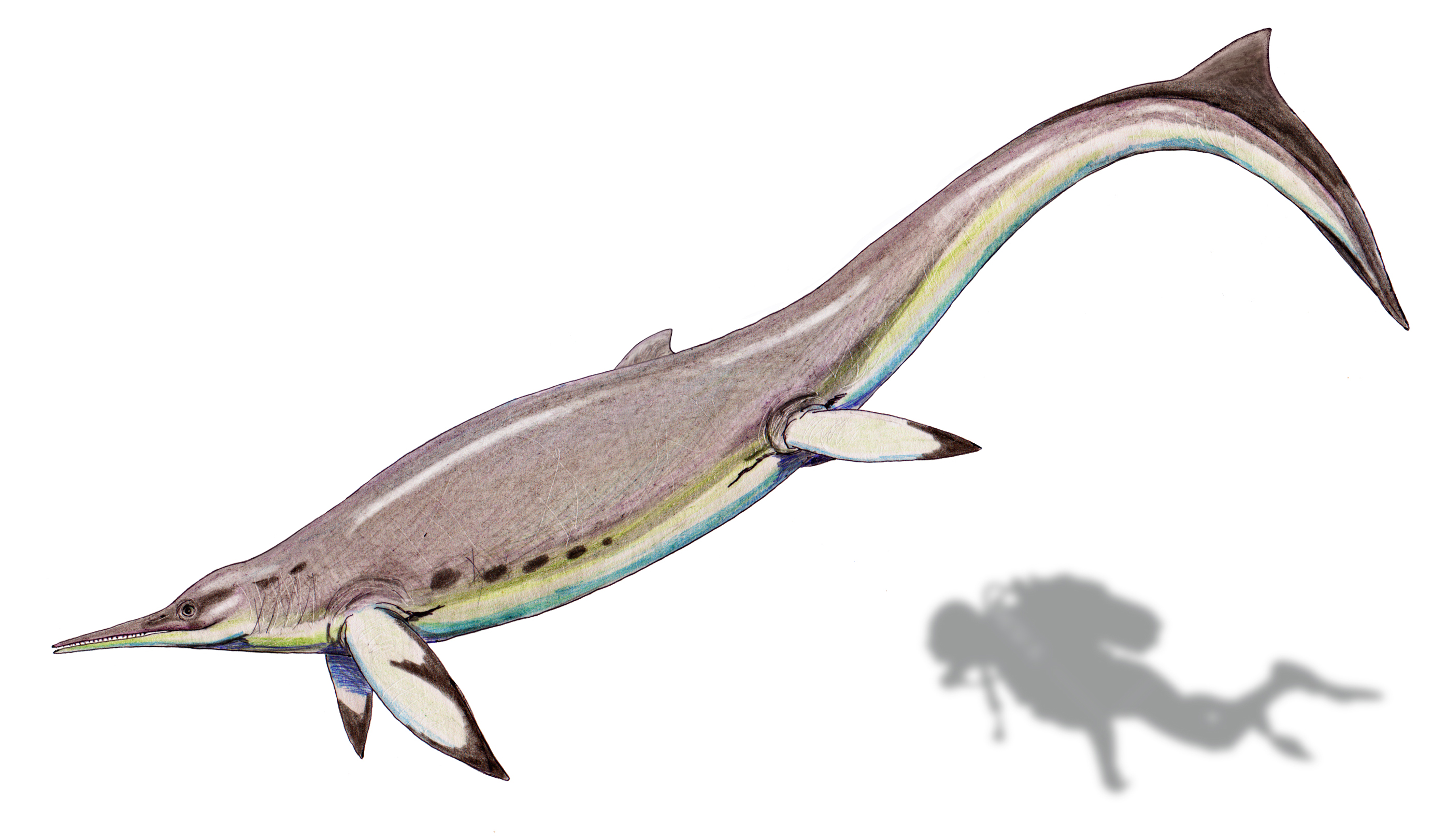
Ipotetica ricostruzione di B. leptorhynchus, mostrante le sue dimensioni in rapporto all'uomo

Besanosaurus era un rettile marino lungo circa 8 metri e la sua forma corporea ricordava vagamente quella dei delfini. Questo animale è noto per un esemplare pressoché completo, lungo 5,8 metri, e altri resti le cui dimensioni stimate vanno da 1 a 8 metri. Il cranio era piuttosto piccolo rispetto al corpo e possedeva un rostro di forma allungata e sottile, mentre le orbite erano relativamente piccole se confrontate con quelle di altri ittiosauri coevi, come Mixosaurus, e misuravano circa 8 centimetri di diametro. I denti, spaziati fra di loro in maniera regolare, erano piccoli e di forma conica, e dalla punta leggermente smussata.
Come in tutti gli ittiosauri, gli arti si erano evoluti in pinne simili a pagaie. I due arti anteriori erano più grandi di circa il 15% di quelli posteriori, e possedevano numerose modificazioni strutturali: l'omero era breve e arrotondato, mentre il radio possedeva una lieve costrizione centrale e l'ulna era quasi del tutto circolare. Sia "mani" che "piedi" presentavano solo quattro dita ma con un notevole aumento del numero di falangi. Sembra che il corpo, piuttosto snello e allungato, non presentasse alcuna pinna dorsale (al contrario degli ichthyosauri più evoluti) e la coda era lunga e sottile, anch'essa probabilmente sprovvista di pinna caudale. Si pensa che l'animale in vita dovesse pesare circa mezza tonnellata.
Grazie alle sue grandi dimensioni e al lungo rostro, B. leptorhynchus è considerato il più antico diapside di grosse dimensioni caratterizzato da una morfologia craniale estremamente longirostrina.

## Classificazione

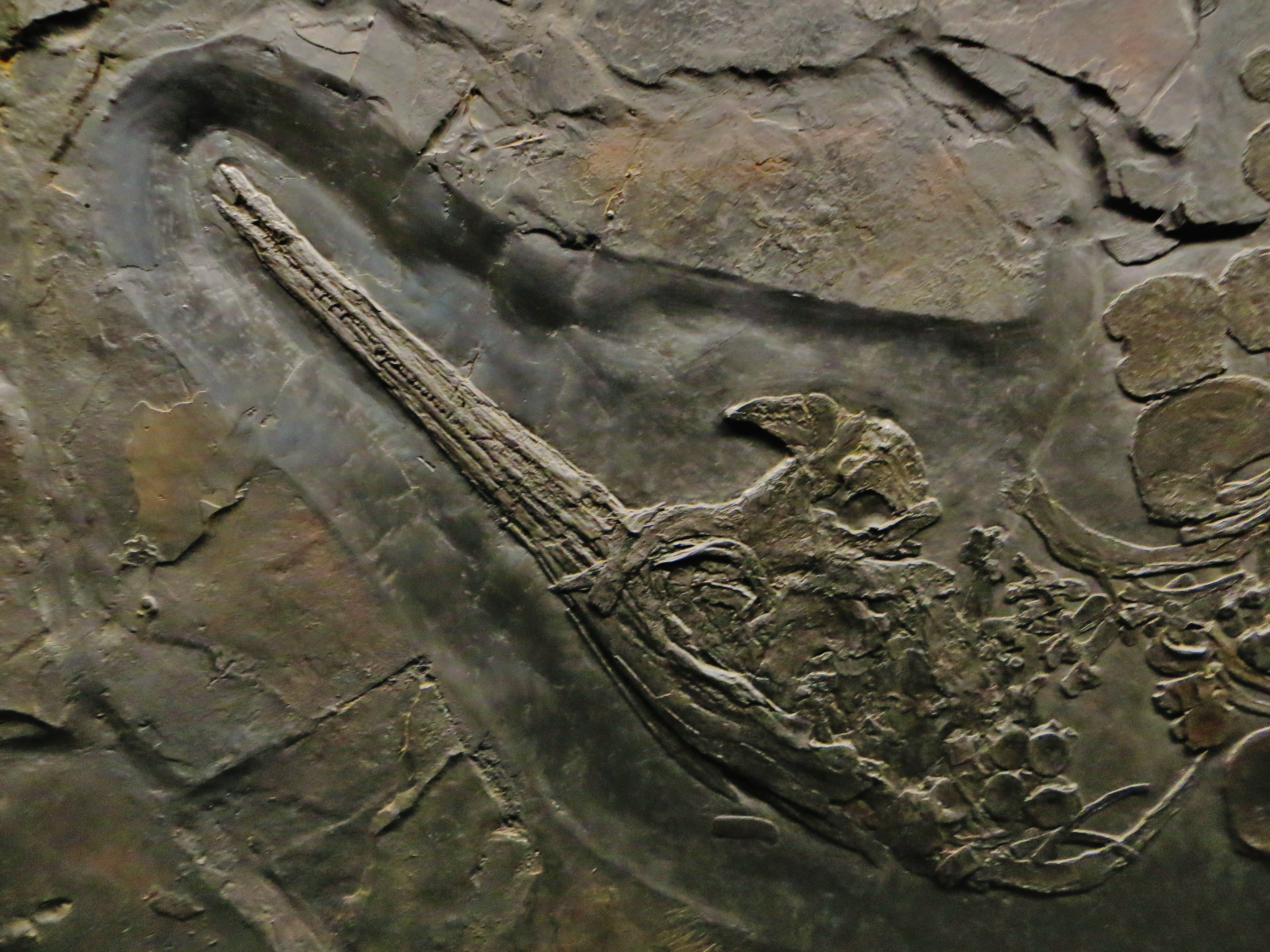
Cranio di B. leptorhynchus

Besanosaurus è stato descritto per la prima volta nel 1996 da Cristiano Dal Sasso e Giovanni Pinna, i quali lo attribuirono alla famiglia degli shastasauridi. Questi erano ittiosauri primitivi caratterizzati dalla mancanza di una pinna dorsale e dalla coda appiattita e nastriforme (al contrario degli altri ittiosauri). Successivi studi (McGowan e Motani, 2003) hanno però messo in luce rilevanti differenze tra Besanosaurus e gli altri shastasauridi, tali da permettere l'istituzione di una nuova famiglia, ossia Besanosauridae, esclusivamente per l'esemplare di Besano. Un altro ittiosauro simile, ritrovato in Nevada e descritto nel 2013, Thalattoarchon, è considerato leggermente più derivato.
Oltre all'olotipo (BES SC 999), a B. leptorhynchus appartengono anche altri resti: PIMUTZ T 4376, PIMUTZ T 1895, PIMUTZ T 4847, GPIT 1793/1 (in origine olotipo di Mikadocephalus gracilirostris, che si è poi rivelato essere un sinonimo junior di B. leptorhynchus) e BES SC 1016.

## Storia del ritrovamento
L'olotipo di Besanosaurus venne ritrovato nella primavera del 1993 nella cava del "Sasso Caldo", nei pressi di Besano, dai volontari del gruppo paleontologico di Besano. Il fossile, a esclusione della punta del rostro, era completamente immerso nelle rocce circostanti e inizialmente poté essere visto solo tramite i raggi X; furono necessarie 145 radiografie per esaminare il contenuto delle 38 lastre di roccia che racchiudevano lo scheletro. L'esemplare venne poi alla luce nel laboratorio paleontologico del Museo Civico di Storia Naturale di Milano dopo 16.500 ore di preparazione. I preparatori rimossero la roccia che racchiudeva il fossile passo dopo passo, utilizzando sabbiatrici, ceselli, aghi e con l'ausilio di uno stereo microscopio. Le 38 lastre di roccia vennero poi riassemblate e fu creata una matrice di silicone, dalla quale poi si ottenne un calco dell'esemplare originale. Attualmente il fossile si trova nel Museo civico di Storia Naturale di Milano, presso il quale si possono ammirare un calco e una ricostruzione dell'animale. Un altro calco si trova nel Museo civico dei fossili di Besano.

## Paleoecologia e paleobiologia

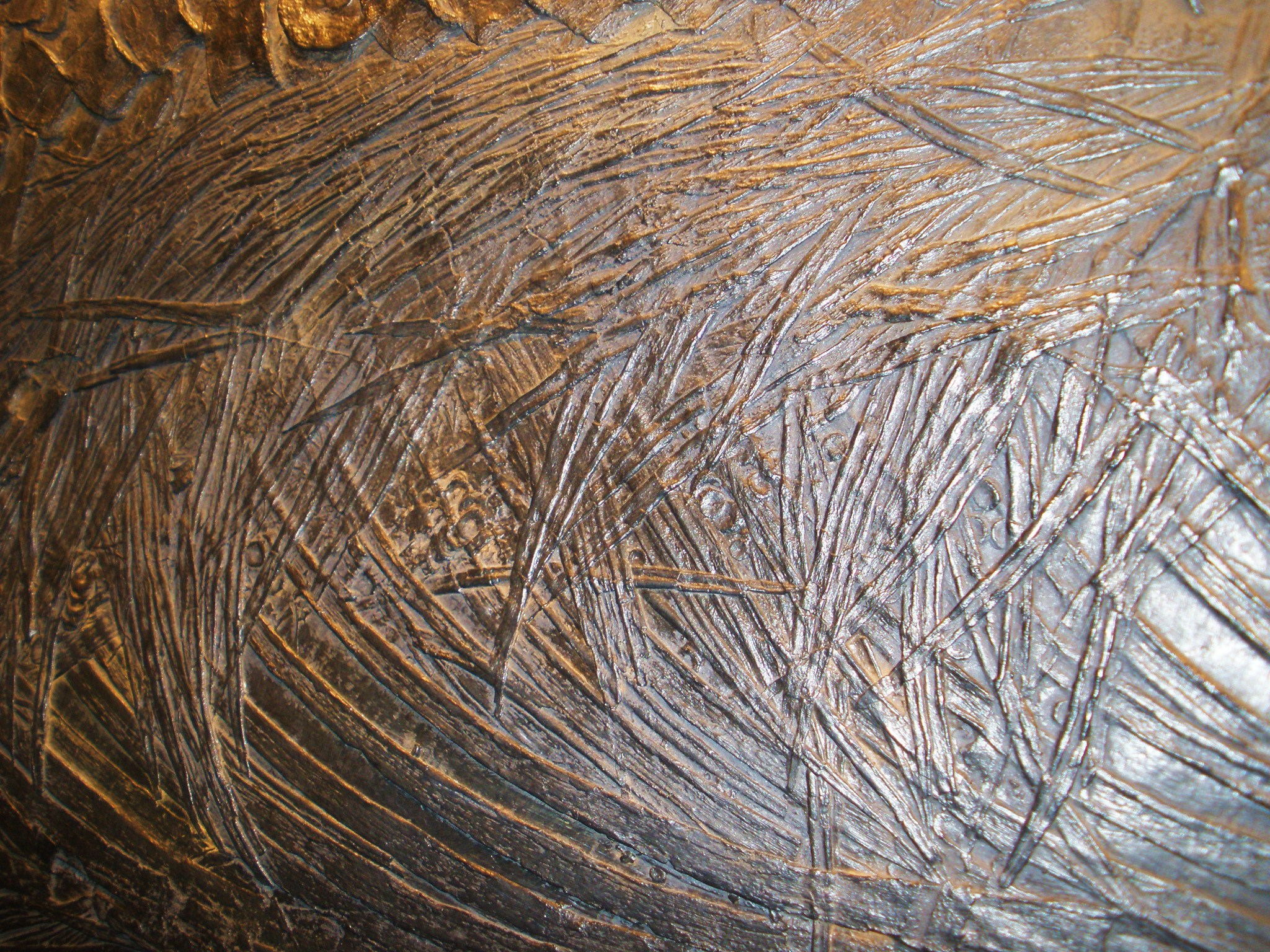
Particolare del fossile di Besanosaurus: nella zona addominale sono visibili i resti delle colonne vertebrali degli embrioni.

Besanosaurus viveva lungo le coste dell'antico oceano Tetide, che nel Triassico medio divideva l'Europa dall'Africa, ricoprendo gran parte dell'Italia ed estendendosi fino alla Cina. A quel tempo il clima era molto più caldo e l'ambiente era simile a quello dei moderni Caraibi. Questo animale era un nuotatore dai movimenti simili a quelli di un'anguilla, dalla velocità moderata ma dalla rapida accelerazione e dalla buona capacità di manovra.
Il rostro affusolato e sottile del Besanosaurus implica che questo animale si nutrisse di prede di dimensioni medio-piccole, probabilmente di molluschi cefalopodi: le dimensioni dei denti, il loro grado di usura e la loro forma indicano che essi erano più adatti ad afferrare prede dal corpo molle (come appunto i calamari) piuttosto che a trafiggere le dure scaglie dei pesci attinotterigi del periodo. È tuttavia possibile che si nutrisse anche di piccoli pesci e altri piccoli rettili marini. B. leptorhynchus conviveva con altri ittiosauri (Mixosaurus cornalianus e Cymbospondylus buchseri) ed è probabile che queste tre specie occupassero nicchie ecologiche distinte, sfruttando risorse alimentari differenti per evitare di entrare in competizione tra loro.
L'olotipo era una femmina gravida: ben visibili, attraverso le costole, sono i fossili di quattro embrioni. Per questo motivo si pensa che questa specie, come la maggior parte degli ittiosauri a noi noti, fosse ovovivipara: le uova, incubate nel corpo materno, si schiudevano al momento del parto.